# 青木重龍
青木 重龍（あおき しげたつ）は、江戸時代後期の大名。摂津国麻田藩の第11代藩主。官位は従五位下・内膳正、美作守、駿河守。

## 略歴
寛政12年（1800年）、第10代藩主・青木一貞の長男として誕生した。
文政4年（1821年）7月11日、一貞の隠居により家督を継いだ。同年12月16日、従五位下・民部少輔に叙任する。後に内膳正、美作守、駿河守に改める。弘化4年（1847年）11月23日、弟の一興に家督を譲って隠居した。最後の藩主（14代）となった実子の重義は隠居後に生まれている。
安政5年（1858年）、死去。享年59。

## 系譜
- 父：青木一貞（1776年 - 1831年）
- 母：不詳
- 正室：鏈 - 森忠賛の娘
- 生母不明の子女
  - 五男：青木重義（1853年 - 1884年） - 青木一咸の養子
- 養子
  - 男子：青木一興（1822年 - 1849年） - 青木一貞の六男